# Констянтин Мальчевський
Костянтин Мальче́вський (пол. Konstanty Paweł Malczewski, також пол. Constantino Pablo Tarnava de Malquesci; 28 грудня 1797, Варшава або Княгинин — після 1846, Мексика) — польський військовик, мексиканський генерал, син Яна Юзефа Мальчевського, молодший брат поета Антонія Мальчевського, дядько Августа Антонія Якубовського. Учень Вищої Волинської гімназії в Кременці. Після завершення навчання він виїхав до Варшави і в 1817 р. розпочав військову службу в новоствореному війську Королівства Конгресового. Після здобуття Мексикою незалежності його призначили генералом мексиканської армії. Брав участь у мексикансько-американській війні 1846—1848 років.
| Воєначальник | Це незавершена стаття про військового діяча або діячку. Ви можете допомогти проєкту, виправивши або дописавши її. |